# Нікола П'єтранджелі
Нікола П'єтранджелі (італ. Nicola Pietrangeli; нар. 11 вересня 1933) — колишній італійський тенісист.
Найвищу одиночну позицію світового рейтингу — 3 місце досяг 1959 року (за даними Ленса Тінґея).
Здобув 44 одиночні та 8 парних титулів.
Перемагав на турнірах Великого шолома в одиночному, парному та змішаному парному розрядах.
Завершив кар'єру 1973 року.

## Фінали турнірів Великого шолома

### Одиночний розряд (2–2)
| Результат | Рік  | Турнір            | Покриття | Суперник        | Рахунок                 |
| --------- | ---- | ----------------- | -------- | --------------- | ----------------------- |
| Перемога  | 1959 | Чемпіонат Франції | Ґрунт    | Ян Вермак       | 3–6, 6–3, 6–4, 6–1      |
| Перемога  | 1960 | Чемпіонат Франції | Ґрунт    | Луїс Аяла       | 3–6, 6–3, 6–4, 4–6, 6–3 |
| Поразка   | 1961 | Чемпіонат Франції | Ґрунт    | Мануель Сантана | 6–4, 1–6, 6–3, 0–6, 2–6 |
| Поразка   | 1964 | Чемпіонат Франції | Ґрунт    | Мануель Сантана | 3–6, 1–6, 6–4, 5–7      |

### Парний розряд (1–2)
| Результат | Рік  | Турнір               | Покриття | Партнер        | Суперники                | Рахунок            |
| --------- | ---- | -------------------- | -------- | -------------- | ------------------------ | ------------------ |
| Поразка   | 1955 | Чемпіонат Франції    | Ґрунт    | Орландо Сірола | Вік Сайксес Тоні Траберт | 1–6, 6–4, 2–6, 4–6 |
| Поразка   | 1956 | Вімблдонський турнір | Трава    | Орландо Сірола | Лью Гоуд Кен Роузволл    | 5–7, 2–6, 1–6      |
| Перемога  | 1959 | Чемпіонат Франції    | Ґрунт    | Орландо Сірола | Рой Емерсон Ніл Фрейзер  | 6–3, 6–2, 14–12    |

### Мікст (1 перемога)
| Результат | Рік  | Турнір            | Покриття | Партнер      | Суперники                | Рахунок  |
| --------- | ---- | ----------------- | -------- | ------------ | ------------------------ | -------- |
| Перемога  | 1958 | Чемпіонат Франції | Ґрунт    | Ширлі Брешер | Лоррен Коглан Роберт Гау | 8–6, 6–2 |

## Часовий графік результатів
| W | Ф | ПФ | ЧФ | #Р | КТ | К# | DNQ | A | NH |

| Турнір                                 | Аматорська кар'єра | Аматорська кар'єра | Аматорська кар'єра | Аматорська кар'єра | Аматорська кар'єра | Аматорська кар'єра | Аматорська кар'єра | Аматорська кар'єра | Аматорська кар'єра | Аматорська кар'єра | Аматорська кар'єра | Аматорська кар'єра | Аматорська кар'єра | Аматорська кар'єра | Відкрита кар'єра | Відкрита кар'єра | Відкрита кар'єра | Відкрита кар'єра | Відкрита кар'єра | Відкрита кар'єра | SR за кар'єру | В-П за кар'єру | % перемог за кар'єру |
| Турнір                                 | '54                | '55                | '56                | '57                | '58                | '59                | '60                | '61                | '62                | '63                | '64                | '65                | '66                | '67                | '68              | '69              | '70              | '71              | '72              | '73              | SR за кар'єру | В-П за кар'єру | % перемог за кар'єру |
| -------------------------------------- | ------------------ | ------------------ | ------------------ | ------------------ | ------------------ | ------------------ | ------------------ | ------------------ | ------------------ | ------------------ | ------------------ | ------------------ | ------------------ | ------------------ | ---------------- | ---------------- | ---------------- | ---------------- | ---------------- | ---------------- | ------------- | -------------- | -------------------- |
| Турніри Великого шлему                 |                    |                    |                    |                    |                    |                    |                    |                    |                    |                    |                    |                    |                    |                    |                  |                  |                  |                  |                  |                  |               |                |                      |
| Відкритий чемпіонат Австралії з тенісу |                    |                    |                    | ЧФ                 |                    |                    |                    |                    |                    |                    |                    |                    |                    |                    |                  |                  |                  |                  |                  |                  | 0 / 1         | 2–1            | 67%                  |
| Відкритий чемпіонат Франції з тенісу   | 3р                 | 3р                 | ЧФ                 | 1р                 | 4р                 | П                  | П                  | Ф                  | ЧФ                 | ЧФ                 | Ф                  | 4р                 | 3р                 | 3р                 | 1р               | 1р               | 3р               | 3р               | 3р               | 1р               | 2 / 20        | 58–18          | 79%                  |
| Вімблдонський турнір                   | 2р                 | ЧФ                 | 4р                 | 1р                 | 4р                 | 1р                 | ПФ                 | 3р                 | 3р                 | 3р                 | 2р                 | 4р                 | 1р                 | 2р                 | 1р               | 1р               | 1р               |                  | 3р               | 1р               | 0 / 19        | 30–18          | 63%                  |
| Відкритий чемпіонат США з тенісу       |                    | 3р                 |                    |                    |                    |                    |                    |                    | 1р                 |                    | 2р                 | 3р                 |                    |                    |                  |                  |                  |                  |                  |                  | 0 / 4         | 5–3            | 63%                  |
| Career                                 |                    |                    |                    |                    |                    |                    |                    |                    |                    |                    |                    |                    |                    |                    |                  |                  |                  |                  |                  |                  | 2 / 44        | 95–40          | 70%                  |